# Ethan Johns
Ethan Johns (* 1969) je anglický hudební producent a multiinstrumentalista, syn producenta Glyna Johnse. Je vlastníkem nezávislého hudebního vydavatelství Three Crows Music. Jako producent pracoval s mnoha hudebníky, mezi něž patří například Paul McCartney, Tom Jones a Priscilla Ahn. Své první sólové album s názvem If Not Now Then When? vydal roku 2012. Druhé The Reckoning následovalo v roce 2014 a jeho producentem byl Ryan Adams (Johns dříve produkoval Adamsova alba).

## Sólová diskografie
- If Not Now Then When (2012)
- The Reckoning (2014)
- Silver Liner (2015)